# Râul Urisiu
Râul Urisiu este un curs de apă, afluent al râului Beica. 

## Hărți
- Harta județului Mureș